# Oliveto Citra
Oliveto Citra község (comune) Olaszország Campania régiójában, Salerno megyében.

## Fekvése
A megye északi részén fekszik. Határai: Senerchia, Campagna, Colliano, Contursi Terme és Valva.

## Története
Eredetére vonatkozóan nincsenek pontos adatok. Első említése a 12. századból származik. A következő századokban nemesi birtok volt. A 19. században nyerte el önállóságát, amikor a Nápolyi Királyságban felszámolták a feudalizmust.

## Népessége
A népesség számának alakulása:

## Főbb látnivalói
- egy római kori vízvezeték romjai
- középkori vár romjai
- középkori vízimalmok (Coletta és San Nicola)